# Air Jordan

JUMPMAN — логотип марки Air Jordan

Air Jordan — именной бренд, разработанный американской компанией Nike для легендарного баскетболиста Майкла Джордана, также известный как Jordans. Основной акцент — высококачественная дорогая баскетбольная обувь и одежда. Под брендом также производится обувь для боксёров, профессиональных борцов, а также игроков в американский футбол.
В 1984 году Фил Найт, председатель совета директоров Nike, подписал контракт с новичком Национальной Баскетбольной Ассоциации Майклом Джорданом, после того как компания Adidas, испытывающая на тот момент финансовые трудности, не смогла это сделать. Визитная карточка бренда — серия высококачественных баскетбольных кед Air Jordan. Эта обувь завоевала любовь и уважение баскетболистов всего света. Air Jordan впервые поступили в продажу в 1985 году (Джордан впервые надел кеды в дебютном сезоне НБА 1984/85).
JUMPMAN (англ. jumpman — буквально, прыгающий человек) название логотипа, который можно увидеть на всех баскетбольных товарах бренда Jordan Brand. Впервые этот логотип появился в третьих по счёту кедах серии Air Jordan.

## Значимые модели кроссовок
Jordan I

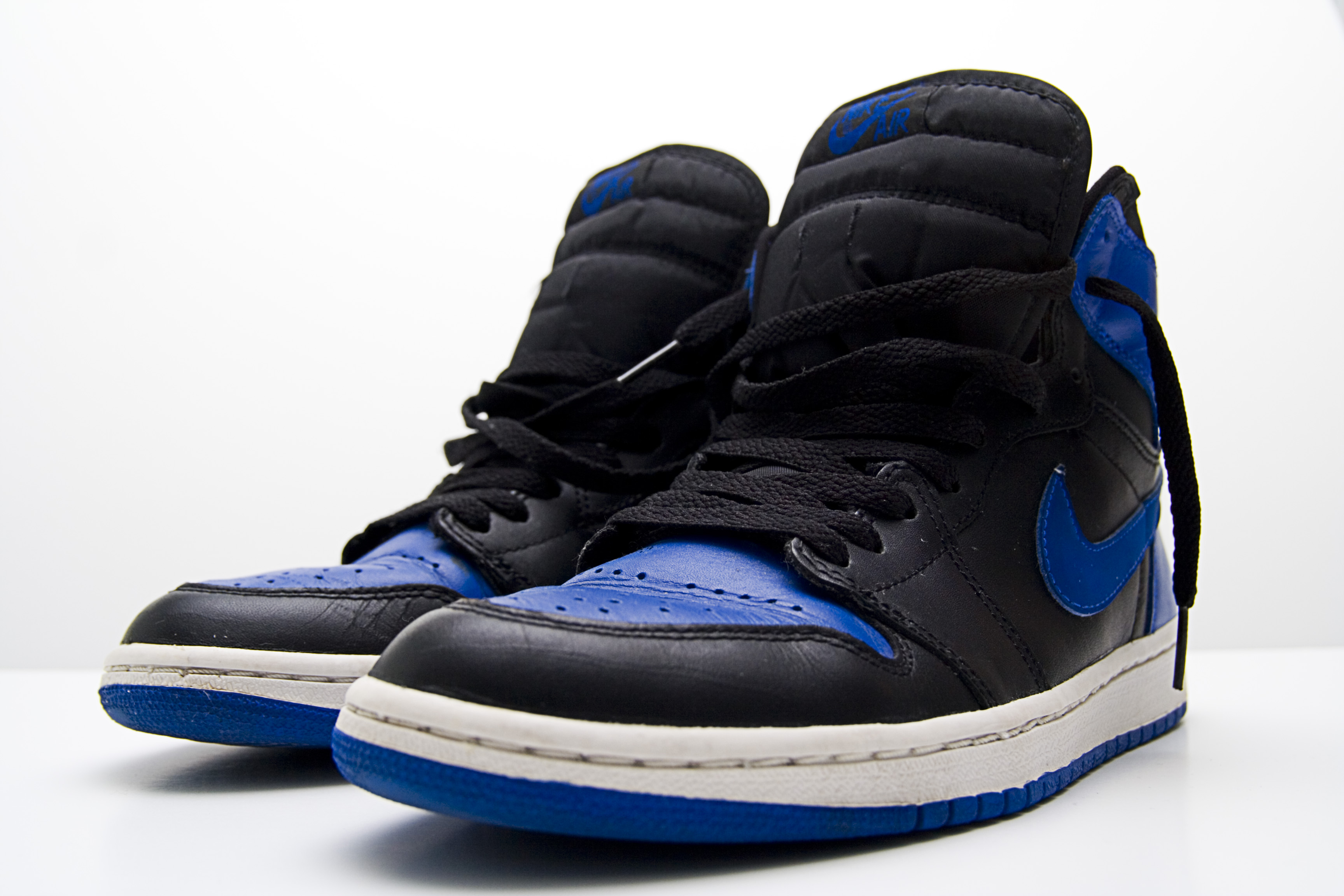
Air Jordan I — первые кроссовки Nike, разработанные для Майкла Джордана

Несмотря на то, что имя Тинкера Хэтфилда наиболее связано с дизайном линии Air Jordan, Air Jordan I были разработаны Питером Муром. Air Jordan I были впервые выпущены в 1985 году в красно-черной окраске. Дэвид Стерн штрафовал Майкла Джордана на 5 тысяч долларов за каждую игру, проведенную в этих не соответствующих дресс-коду лиги кроссовках, но в Nike это использовали в качестве рекламы. Джордан регулярно выходил на игру в «запрещённых» кроссовках, НБА штрафовала его, при этом Nike увеличили продажи с 870 миллионов до 4 миллиардов долларов в год. Nike позже создали кроссовки других цветов. Джордан в дебютном сезоне завоевал престижную премию Новичок года НБА
Jordan II
Дизайн вторых по счёту кроссовок серии Air Jordan был изготовлен другим человеком — Брюсом Килгором. Модель кроссовок Jordan II была инновационнее предыдущей. Кроссовки выпускались с 1987 по 1988 гг.
Jordan III
В 1988 году Джордан был близок к тому, чтобы последовать примеру Патрика Юинга и организовать собственное производство кроссовок. «Nike» спасли положение, доверив разработку новой именной модели Тинкеру Хэтфилду. Дизайнер не побоялся изменить технологический процесс и предложил Майклу участвовать в работе. На Air Jordan III впервые появились логотип «Jumpman», изобретённая Хэтфилдом воздушная прослойка в подошве и разработанное с подачи Джордана «слоновое тиснение». В этих кроссовках Джордан завоевал первый титул MVP регулярного чемпионата, единственное в карьере звание «Мистер замок» и одержал вторую победу на конкурсе по броскам сверху. Рекламную кампанию для новой модели сняли с участием Спайка Ли.
Jordan V

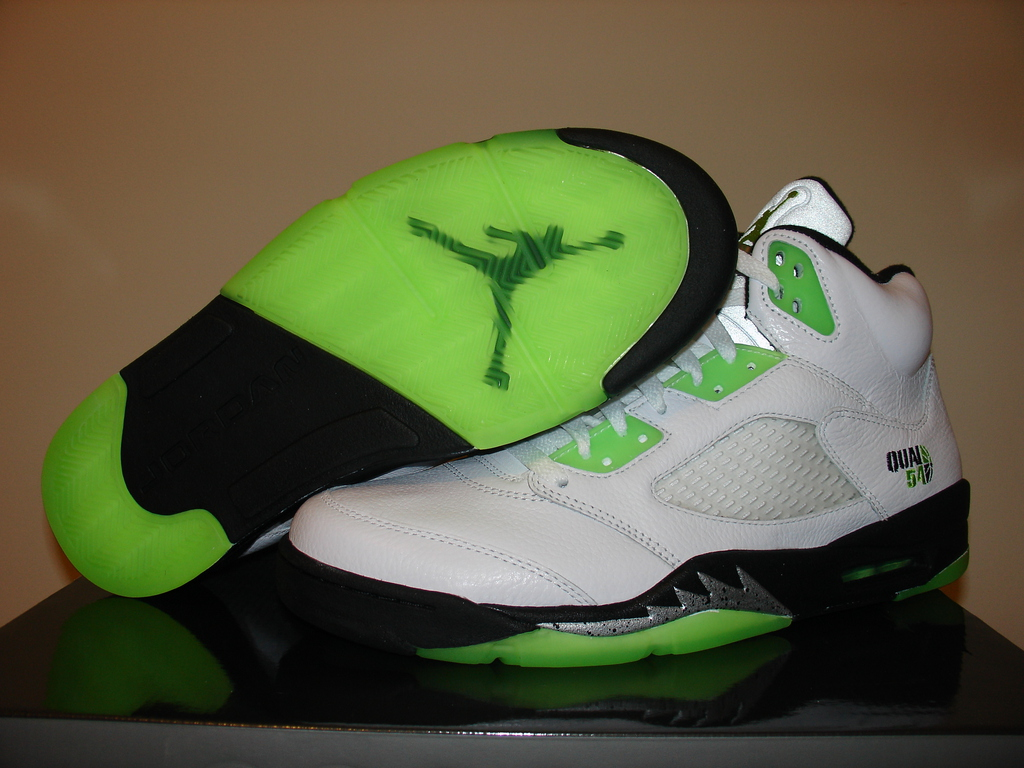
Air Jordan V — самые продаваемые кроссовки Nike из серии Air Jordan

Пятая версия кроссовок имела три особенности: прозрачная подошва, рефлектированный язычок и фиксирующий шнурокодержатель. Среди всей линии Air Jordan самые большие продажи пришлись именно на эту модель.
Jordan VII

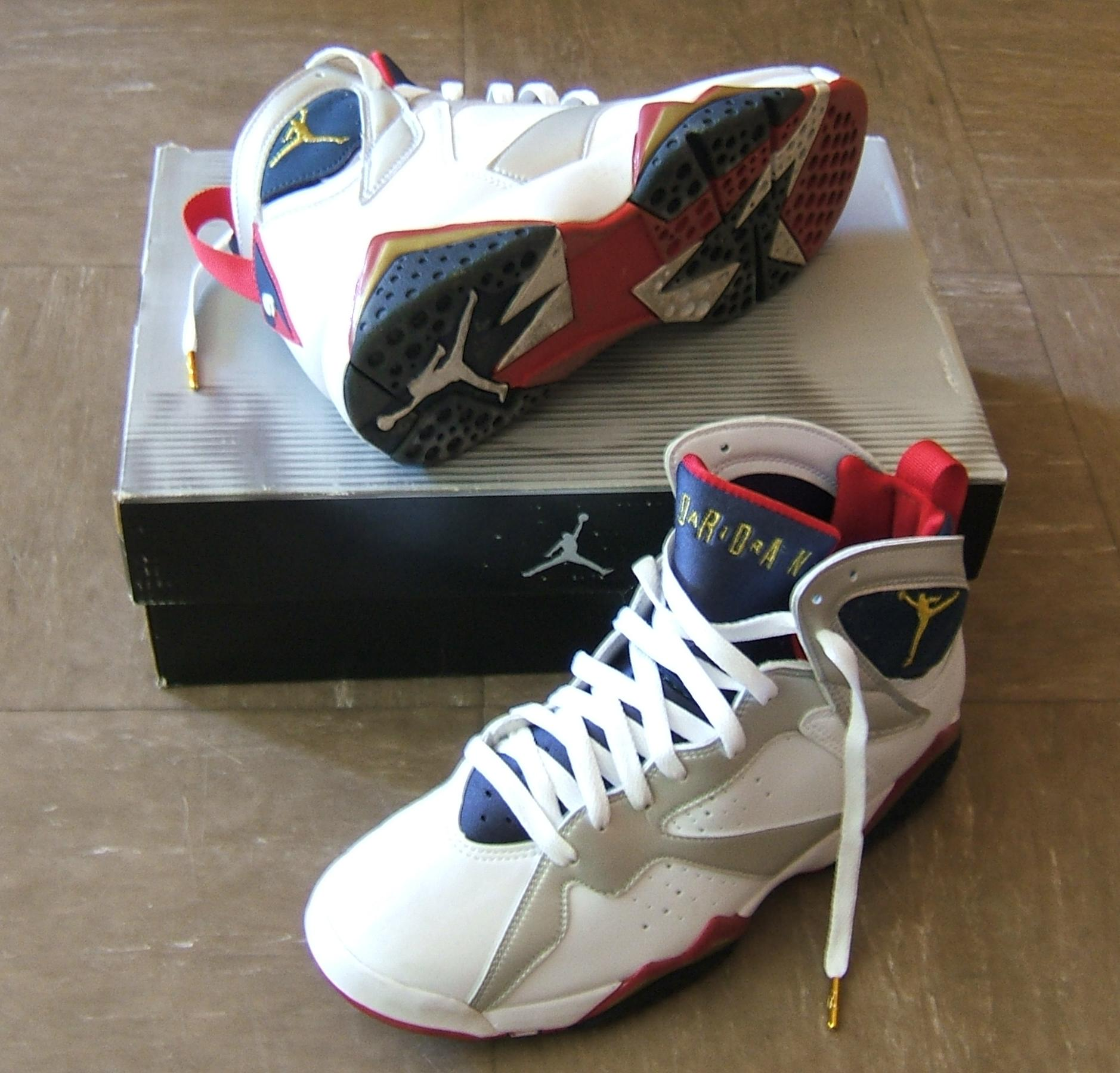
Air Jordan VII — кроссовки, разработанные для Майкла Джордана для участия в Олимпийских играх 1992

Air Jordan VII были выпущены в 1992 году. Тинкер Хэтфилд создал Air Jordan VII похожими на предыдущую модель. В кроссовках использовалась уникальная технология фиксации ноги Nike Huarache. Модель Air Jordan VII также известна как «Банни», потому что в рекламе обуви использовался мультипликационный персонаж Багз Банни.
Jordan VIII
Кроссовки Air Jordan VIII выпущены в 1993 году, в них Майкл Джордан набрал своё 20000 очко, завоевал свой третий кряду титул чемпиона НБА в составе Chicago Bulls, одолев в финальной серии 1992—93 года Phoenix Suns. Непосредственно после этого сезона Майкл завершил баскетбольную карьеру в первый раз.
В дизайне Air Jordan VIII были применены перекрещенные фиксационные ремешки крест-накрест, оригинальное «цветное» граффити на боковой стенке кроссовки и «шерстяной» логотип-заплатка «jumpman» на язычке.
Jordan XI
После релиза не самых удачных Air Jordan X компания Nike опередила конкурентов, выпустив следующее поколение кроссовок c уникальным дизайном, проработанной системой вентиляции и технологией амортизации. После двухгодичного перерыва в баскетбол вернулся Джордан, и кроссовки Air Jordan XI попали в фильм «Космический джем».
Jordan XXIII
В 2008 году дизайнер классических моделей «джорданов» Тинкер Хэтфилд вернулся, чтобы разработать юбилейные для бренда Air Jordan XXIII. Кроссовки получили необычный боковой узор (при этом левая и правая сторона не повторяли друг друга), подошву в форме отпечатков пальцев Майкла Джордана, гребешок сзади.

## Экранизация
В 2023 году вышел фильм «Air: Большой прыжок». В основе сюжета фильма история о том, как Сонни Ваккаро, продавец кроссовок из фирмы Nike и соучредитель компании Nike Фил Найт в середине 1980-х годов пытались подписать контракт с многообещающим спортсменом Майклом Джорданом для создания бренда Air Jordan, что казалось невозможным в то время, но стало самым значительным сотрудничеством между спортивным брендом и спортсменом и положило начало глобальной индустрии кроссовок с многомиллиардным оборотом.